# Shingo Suetsugu
Shingo Suetsugu (jap. 末續慎吾 Suetsugu Shingo; ur. 2 czerwca 1980 w Kumamoto) – japoński sprinter specjalizujący się na dystansie 200 metrów, brązowy medalista olimpijski z Pekinu w sztafecie 4 x 100 metrów. Wcześniej był uczestnikiem igrzysk olimpijskich rozgrywanych w Sydney i Atenach.
Siedmiokrotny mistrz swego kraju (bieg na 200 metrów – 2000, 2001, 2001, 2006 i 2007; bieg na 100 metrów – 2003 i 2004). Wielokrotny medalista mistrzostw Azji oraz igrzysk azjatyckich (w różnych konkurencjach), a także swego największego indywidualnego sukcesu - brązowego medalu na mistrzostwach świata 2003.
Reprezentował również Azję na pucharze świata w 2006 roku gdzie wywalczył 3. miejsce w swej dyscyplinie dla swego kontynentu z wynikiem 20,30 s.
Po trzech latach przewy Suetsugu powrócił do startów w październiku 2011.
Jego rekordem życiowym jest 20,03 s (2003), jest to aktualny rekord Azji. Suetsugu jest także rekordzistą Japonii w sztafecie 4 x 100 metrów – 38,03 w 2007 (do 2014 roku wynik ten był rekordem Azji).